# Ruttjärnen (Orsa socken, Dalarna)
Ruttjärnen är en sjö i Orsa kommun i Dalarna och ingår i Dalälvens huvudavrinningsområde.